# Carla Vall i Duran
Carla Vall i Duran   (Vilanova i la Geltrú, 4 d'abril de 1989) és una advocada penalista, criminòloga i escriptora catalana, experta en drets humans i en l'abordatge i prevenció de violències masclistes.

## Trajectòria
Es llicencià en Dret per la Universitat Pompeu Fabra i es graduà en Criminologia per la Universitat Oberta de Catalunya. Membre de Dones Juristes, és una de les advocades joves amb més projecció i, en els darrers anys, un rostre conegut pel gran públic gràcies a les seves intervencions en mitjans de comunicació on comenta temes de jurisprudència i feminismes. L'any 2022 es publicà el seu primer llibre, Trenqueu en cas d'emergència, una obra que actua de guia orientativa per a persones que han patit violència masclista. El mes de març d'aquell mateix any redactà l'epíleg del llibre Qui va matar l'Helena Jubany?, un reportatge novel·lat sobre l'assassinat d'Helena Jubany i Lorente l'any 2001.
El 2022, guanyà el Premi Menina en la categoria de justícia feminista per la seva trajectòria de lluita contra la violència masclista, que inclou casos com el de l'Aula de Teatre de Lleida. El guardó en qüestió és atorgat anualment per la Delegació del Govern contra la violència de Gènere i el Ministeri d'Igualtat d'Espanya. El lliurament del guardó tingué lloc el 25 de novembre, Dia internacional per a l'eliminació de la violència contra les dones.

## Obra publicada
- Trenqueu en cas d'emergència: Manual per a víctimes i supervivents de violències masclistes.  Espanya: Univers Llibres, 2022. ISBN 978-8418375897.
- No mentiràs.  Barcelona: Fragmenta Editorial, 2024. ISBN 978-84-10188-01-3.
- A la foguera! Desmuntant el mite de les bruixes.  Ara Llibres, 2024. ISBN 978-84-1173-050-1.